# Савіних Віктор Петрович
Ві́ктор Петро́вич Са́віних (7 березня 1940) — радянський космонавт, двічі Герой Радянського Союзу, льотчик-космонавт СРСР (№ 50), 100-й космонавт світу, бортінженер космічних кораблів «Союз Т-4», «Союз Т-13», «Союз Т-14», «Союз ТМ-5», «Союз ТМ-4» та орбітальних станцій «Салют-6», «Салют-7», «Мир». Здійснив три космічні польоти загальною тривалістю 252 доби 17 годин 37 хвилин і 50 секунд. Доктор технічних наук, професор, член-кореспондент РАН (2006), лауреат Державних премій СРСР і Російської Федерації, в 1988-2007 роках — ректор, а з 2007 — президент Московського державного університету геодезії і картографії.